# 701 (numero)
Settecentouno (701) è il numero naturale dopo il 700 e prima del 702.

## Proprietà matematiche
- È un numero dispari.
- È un numero difettivo.
- È un numero primo.
  - È un numero primo di Chen.
  - È un numero primo di Eisenstein.
- È un numero omirp.
- È un numero congruente.
- È un numero palindromo nel sistema di numerazione posizionale a base 20 (1F1) e in quello a base 25 (131).
- È parte delle terne pitagoriche (260, 651, 701), (701, 245700, 245701).

## Astronomia
- 701 Oriola è un asteroide della fascia principale del sistema solare.
- NGC 701 è una galassia spirale della costellazione della Balena.

## Astronautica
- Cosmos 701 è un satellite artificiale russo.